# Wyciąg orczykowy

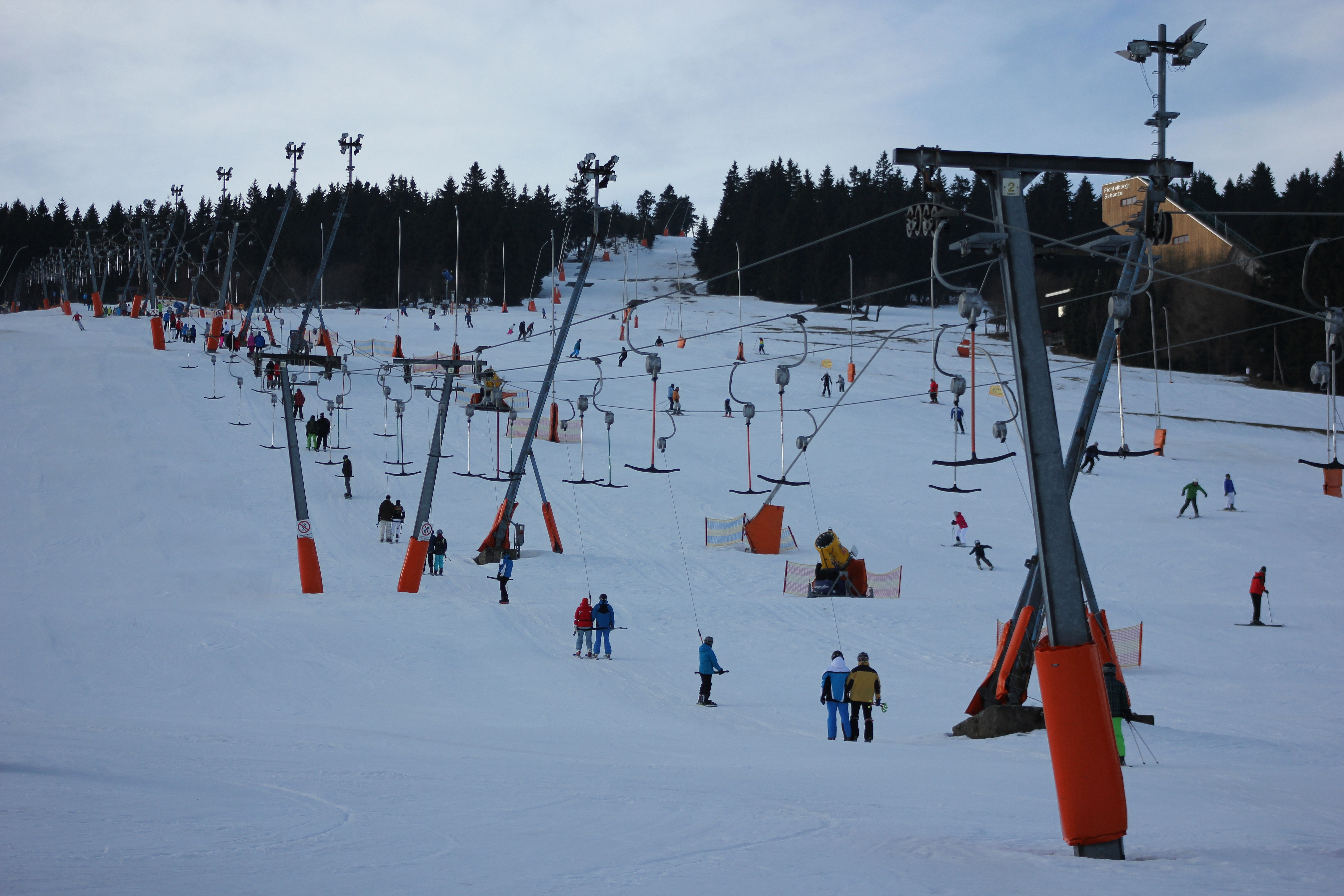
Podwójny wyciąg orczykowy w Oberwiesenthal w Niemczech

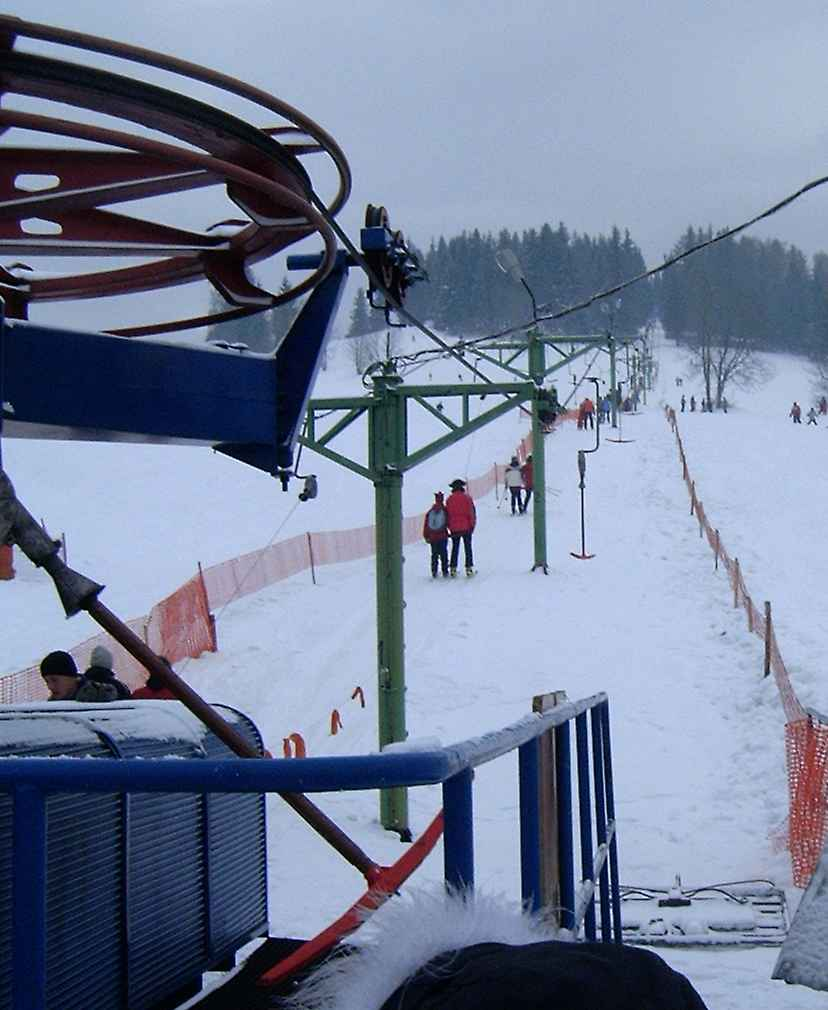
Wyciąg orczykowy w Poroninie

Wyciąg orczykowy (tzw. kotwica) – linowe urządzenie transportowe, rodzaj wyciągu narciarskiego służący do wciągania narciarzy lub snowboardzistów do góry wzdłuż stoku.

## Historia
Wyciąg orczykowy był patentem szwajcarsko-niemieckim z 1934 autorstwa inż. Constama i firmy Bleichert z Lipska. Pierwszy tego rodzaju wyciąg został uruchomiony 24 listopada 1934 w Davos w Szwajcarii.
Pierwszym wyciągiem orczykowym w Polsce był wyciąg firmy G. Müller, zamontowany w 1959 na Hali Kondratowej w Tatrach. W 1968 przeniesiono go na stok Skrzycznego w Szczyrku (nosił nazwę „Doliny II”) – miał 505 metrów długości i przepustowość zaledwie 90 osób na godzinę. Po częściowej modernizacji służył do kwietnia 2015. 1 czerwca 2015 rozpoczęto jego demontaż.

## Charakterystyka
Wyciąg orczykowy składa się ze stalowej liny bez końca, wprawianej w ruch obiegowy przez koło napędzane silnikiem elektrycznym lub spalinowym. Podobne koło, jednak bez napędu, znajduje się na stacji górnej wyciągu. Do liny przyczepione są co pewien odstęp specjalne zaczepy wyposażone w sprężynowy mechanizm zwijający linkę, gdy nie jest ona obciążona, na końcu której zamocowany jest orczyk (uchwyt w kształcie odwróconej litery „T”). Pomiędzy dolnym i górnym kołem rozstawione są specjalne podpory wyposażone w krążki prowadzące linę, tak, aby lina przebiegała nad ziemią na wysokości kilku metrów.
Narciarze chcący skorzystać z wyciągu ustawiają się przy jego dolnej części i oczekują na nadjeżdżający orczyk. Po jego schwytaniu najczęściej umieszczają jedną z końcówek orczyka pod pośladkami i po odczekaniu aż linka rozwinie się z mechanizmu sprężynowego holowani są przez linę bez końca ciągnącą orczyki w górę. Po dojechaniu na górę narciarz wyczepia się (wyjmuje orczyk spod pośladków i puszcza go); orczyk następnie unoszony jest w górę za pomocą mechanizmu sprężynowego linki – zapobiega to wleczeniu orczyka po ziemi, zawraca na kole nawrotowym i powraca na dół, aby zabrać kolejnego narciarza.
Z jednego orczyka mogą korzystać jednocześnie maksymalnie 2 osoby. Orczyki poruszają się zazwyczaj z prędkością do 3,5 m/s, ich długość wynosi od 100 do 2000 metrów, a różnica wzniesień jaką zazwyczaj pokonują tego typu wyciągi sięga 300 metrów.
Bardzo podobny w działaniu jest wyciąg talerzykowy.